# IC 4527
IC 4527 ist eine Balken-Spiralgalaxie vom Hubble-Typ SBbc im Sternbild Wolf. Sie ist schätzungsweise 234 Millionen Lichtjahre von der Milchstraße entfernt.
Das Objekt wurde am 15. Mai 1904 vom US-amerikanischen Astronomen Royal Harwood Frost entdeckt.